# 拉丁卡
51°17′10″N 31°8′31″E / 51.28611°N 31.14194°E

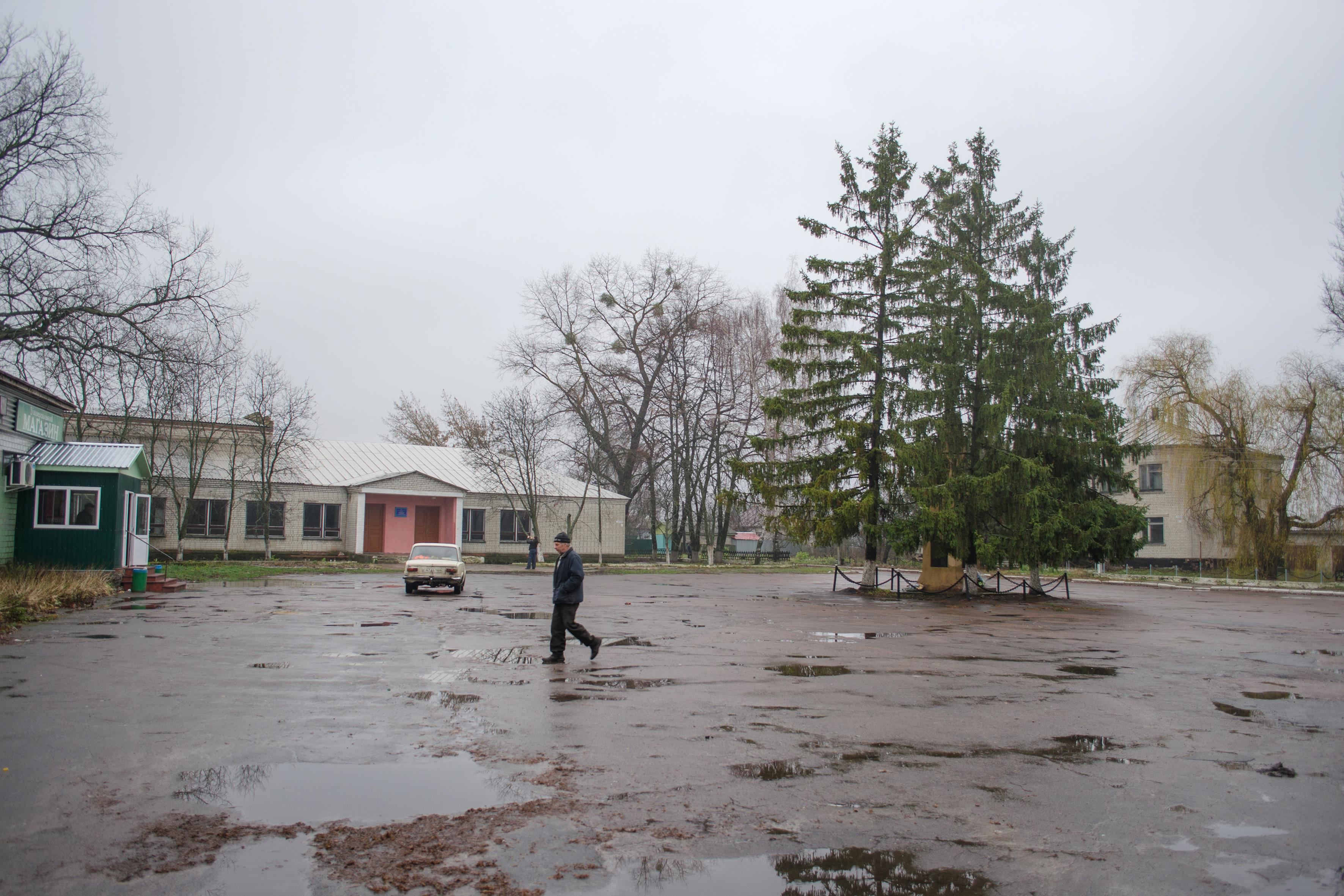

拉丁卡（羅馬化：Ladynka）是烏克蘭北部切爾尼希夫州切爾尼希夫區伊萬尼夫卡市鎮的村落。始建於1620年，面積6.5平方公里，海拔高度107米，2022年人口396，人口密度每平方公里95.68人。